# Smodicum texanum
Smodicum texanum är en skalbaggsart som beskrevs av Knull 1966. Smodicum texanum ingår i släktet Smodicum och familjen långhorningar. Inga underarter finns listade i Catalogue of Life.